# Cambridge English: Preliminary

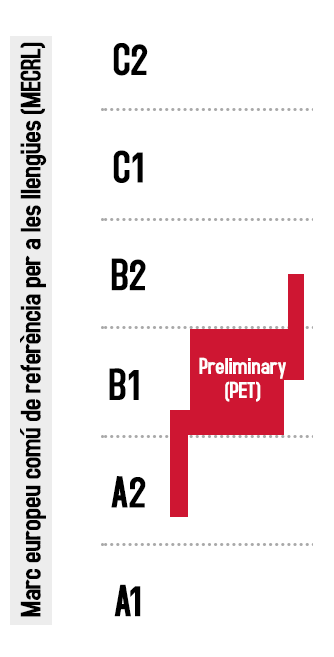
Nivell del PET al Marc europeu comú de referència per a les llengües

El Cambridge English: Preliminary, també anomenat Preliminary English Test (PET), és un examen d'anglès de Cambridge English Language Assessment (anteriorment conegut com a Cambridge ESOL). El Cambridge English: Preliminary és una qualificació de nivell intermedi que reconeix la capacitat de comunicar-se utilitzant l'anglès a la vida diària.
Creat el 1980, l'examen està dissenyat per mostrar que un estudiant pot utilitzar les seves habilitats d'anglès en situacions quotidianes a l'hora de treballar, estudiar i viatjar. Correspon al nivell B1 del Marc europeu comú de referència per a les llengües (CEFR).
L'examen s'ofereix en dues variants: per a adults i per a escoles (Preliminary for Schools). Les dues versions de l'examen permeten obtenir la mateixa qualificació i tenen el mateix nivell de dificultat, l'única diferència rau en el fet que els temes tractats a la versió per a escoles són més adequats per a aquells estudiants en edat d'escolarització.

## Estructura
L'examen consta de tres parts, que incorporen les quatre competències lingüístiques (comprensió lectora, expressió escrita, comprensió oral i expressió oral). Els candidats poden escollir fer l'examen en un ordinador o en paper.
1. Reading and Writing (1 hora i 30 minuts – 50% de la puntuació total) 
La part de Reading and Writing (comprensió lectora i expressió escrita) té vuit apartats i 42 preguntes. Els candidats han de ser capaços de llegir i entendre diferents tipus de textos beus i llargs. Els textos poden ser cartells, fulletons, diaris, revistes i missatges com notes, correus electrònics o cartes.
Els apartats 1 a 5 desenvolupen la comprensió lectora, incloent-hi coneixements de vocabulari i gramàtica. L'examen incorpora tasques de preguntes amb múltiples opcions de resposta, seleccionar descripcions que coincideixin amb diferents textos i identificar informacions vertaderes o falses.
Els apartats 6 a 8 desenvolupen l'expressió escrita, incloent-hi coneixements de vocabulari i gramàtica. Les tasques requereixen completar frases amb buits, escriure una breu nota de 35 a 45 paraules seguint unes instruccions i escriure una redacció més llarga, ja sigui una carta informal o una història, d'unes 100 paraules.
2. Listening (aproximadament 35 minuts – 25% de la puntuació total)
La part de Listening (comprensió oral) té quatre apartats i 25 preguntes. Els candidats han de ser capaços d'entendre una varietat de textos orals, en situacions informals i neutrals, i de temes quotidians. Els materials gravats poden ser anuncis, entrevistes i debats sobre la vida diària.
L'apartat 1 consta de set breus gravacions i tres il·lustracions. Els candidats han d'escoltar la informació per completar set preguntes amb múltiples opcions de resposta.
L'apartat 2 té una gravació més llarga, que pot ser un monòleg o una entrevista. Els candidats han d'identificar informació simple per respondre sis preguntes amb múltiples opcions de resposta.
L'apartat 3 consta d'un monòleg més llarg, que pot ser un anunci de ràdio o un missatge amb informació sobre ubicacions i esdeveniments. Els candidats tenen una pàgina amb notes que resumeix la gravació i que han de completar amb sis peces d'informació que falta.
L'apartat 4 consta d'una conversa informal entre dues persones que debaten sobre temes de la vida quotidiana. Els candidats han de decidir si sis frases són vertaderes o falses, basant-se en la informació, actituds i opinions de les persones que parlen.
3. Speaking (10–12 minuts – 25% de la puntuació total)
La part de Speaking (expressió oral) té quatre apartats i es fa cara a cara, amb un altre candidat i dos examinadors. Els candidats han de demostrar les seves habilitats de conversa responent i plantejant preguntes i parlant lliurement sobre les seves preferències.
L'apartat 1 és una conversa general amb l'examinador. Els candidats donen informació personal sobre ells mateixos, ja sigui sobre la seva vida quotdiana, estudis, plans de futur, etc.
L'apartat 2 és una tasca amb la col·laboració de l'altre candidat. L'examinador mostra algunes fotografies i descriu una situació. Els candidats han de debatre entre ells i prendre una decisió relacionada amb la situació plantejada.
L'apartat 3 és induvidual. Cada candidat disposa d'un minut per descriure una fotografia.
L'apartat 4 és un debat amb l'altre candidat. Els candidats debaten sobre un tema relacionat amb les fotografies de l'apartat 3.

## Puntuació i resultats
El full de resultats (Statement of Results) mostra quatre elements: una nota (Pass with Distinction, Pass with Merit o Pass), una puntuació global de l'examen seguint l'Escala de Cambridge English, una puntuació específica per a cada competència lingüística (Reading, Writing, Listening i Speaking) i el nivell del Marc europeu comú de referència per a les llengües.
| Nota                  | Puntuació a l'Escala Cambridge English | Nivell del MECRL |
| Pass with Distinction | 160–170                                | B2               |
| Pass with Merit       | 153–159                                | B1               |
| Pass                  | 140–152                                | B1               |
| Nivell A2             | 120–139                                | A2               |

Els candidats que obtenen una puntuació de 120 o superior reben un certificat, que mostra la nota i el nivell del Marc europeu comú de referència per a les llengües. Tot i que l'examen està pensat per al nivell B1, també certifica l'habilitat al nivell inferior A2 i al superior B2. Als candidats que no demostren una habilitat de nivell B1, sinó d'A2, se'ls reconeix amb un certificat de Cambridge English de nivell A2. Aquells candidats que excepcionalment demostren una habilitat superior al nivell B1, reben un certificat de nivell B2.
Certificat de Cambridge English nivell A2
- Puntuacions entre 160 i 170.

Certificat del Cambridge English: Preliminary – nivell B1
- Notes: Pass with Merit i Pass
- Puntuacions entre 140 i 159.

Certificat del Cambridge English: Preliminary – nivell B2
- Nota: Pass with Distinction
- Puntuacions entre 120 i 139.[5]